# صبح زود
صبح زود (انگلیسی: Bright and Early) یک فیلم کمدی صامت کوتاه به کارگردانی چارلی چیس است که در سال ۱۹۱۸ منتشر شد. از بازیگران این فیلم می‌توان به اولیور هاردی، بیلی وست، فی هولدرنس، لئو وایت، رزمری ثبی، اتلین گیبسون و باد راس اشاره کرد.